# Hispania (kommun)
Hispania är en kommun i Colombia.   Den ligger i departementet Antioquía, i den nordvästra delen av landet, 240 km nordväst om huvudstaden Bogotá. Antalet invånare är 4 821.